# Відкритий чемпіонат США з тенісу 1972
Відкритий чемпіонат США з тенісу 1972 проходив з 28 серпня по 10 вересня 1972 року на трав'яних кортах  району  Форрест-Гіллс, Квінз. Нью-Йорк . Це був четвертий турнір Великого шолома календарного року. 

## Огляд подій та досягнень
Іліє Настасе виграв свій перший турнір Великого шолома й здобув єдину для себе перемогу на чемпіонаті США. 
Біллі Джин Кінг виграла 9-ий титул Великого шолома (5-ий у Відкриту еру) і третій титул чемпіонки США.

## Результати фінальних матчів

### Дорослі
| Одиночний розряд. Чоловіки Детальніше |                              |                              |
| Іліє Настасе                          | Артур Еш                     | 3–6, 6–3, 6–7(1–5), 6–4, 6–3 |
|                                       |                              |                              |
| Одиночний розряд. Жінки Детальніше    |                              |                              |
| Біллі Джин Кінг                       | Керрі Рід                    | 6–3, 7–5                     |
|                                       |                              |                              |
| Парний розряд. Чоловіки Детальніше    |                              |                              |
| Кліфф Дрисдейл Роджер Тейлор          | Овен Девідсон Джон Ньюкомб   | 6–4, 7–6, 6–3                |
|                                       |                              |                              |
| Парний розряд. Жінки Детальніше       |                              |                              |
| Франсуаз Дюрр Бетті Стеве             | Маргарет Корт Вірджинія Вейд | 6–3, 1–6, 6–3                |
|                                       |                              |                              |
| Мікст Детальніше                      |                              |                              |
| Маргарет Корт Марті Ріссен            | Розмарі Касалс Іліє Настасе  | 6–3, 7–5                     |
|                                       |                              |                              |